# Lyssa macleayi
Lyssa macleayi är en fjärilsart som beskrevs av Xavier Montrouzier 1857. Lyssa macleayi ingår i släktet Lyssa och familjen Uraniidae. Inga underarter finns listade i Catalogue of Life.